# 杜桐
杜 桐（と とう、生没年不詳）は、明代の軍人。字は来儀。本貫は蘇州府崑山県。弟は杜松。

## 生涯
崑山県から延安衛に移住した。万暦初年、世襲の蔭官により清水営守備に累進し、智謀と勇気で知られた。延綏に入衛して游撃将軍となり、古北口参将に転じた。総督の梁夢龍の推薦により、延綏副総兵に抜擢された。万暦14年（1586年）、署都督僉事に任じられ、総兵官に上った。
万暦18年（1590年）、オルドス部のボショクト・ジノンが青海部長の火落赤を助けて河西に侵入し、モンゴルの諸部が明の北辺で騒擾を起こすようになった。万暦19年（1591年）冬、打児漢の子の土昧と別部の明安が楡林近郊に侵入したので、杜桐は巡撫の賈仁元とともに出兵してこれを襲撃する計画を立てた。参将の張剛が神木堡から、游撃の李紹祖が孤山堡から、杜桐は軽騎を率いて楡林から出撃し、三道を取って進軍した。敵と遭遇して奮戦し、これを破って470人あまりを斬首し、明安を斬って凱旋した。杜桐は先立って弾劾を受けて罷免されていたが、この戦役の功により、右都督・僉書後府に任じられた。
万暦21年（1593年）、杜桐は総兵官として保定に駐屯した。万暦24年（1596年）、延綏総兵官に転じた。万暦25年（1597年）、寧夏総兵官に転じた。著力兎・宰僧が侵入してくると、杜桐は水塘溝で迎撃して、120人あまりを捕斬した。万暦27年（1599年）、著力兎・宰僧らが諸部を糾合して平虜・興武に進攻してくると、杜桐は馬孔英・鄧鳳・蕭如蕙（蕭如薫の兄）らの諸将を率いて著力兎らを連破し、200人あまりを斬首した。万暦30年（1602年）、孫維城・黄嘉善らの協議によりモンゴル諸部を宥めるため朝貢互市が復活した。論功により内閣大学士以下の文臣たちが官位を進めたが、杜桐は先に職を去っていたため、銀幣を賜るのみであった。長らくを経て、杜桐は家で死去した。
子に杜文煥があった。